# Apios (monosackarid)
Apios är en monosackarid, en hexos, som förekommer i små mängder i pektin. Den är teoretiskt intressant eftersom den till skillnad från nästan alla andra monosackarider har en grenad kolkedja.